# Alexander Alexandrowitsch Kusnezow

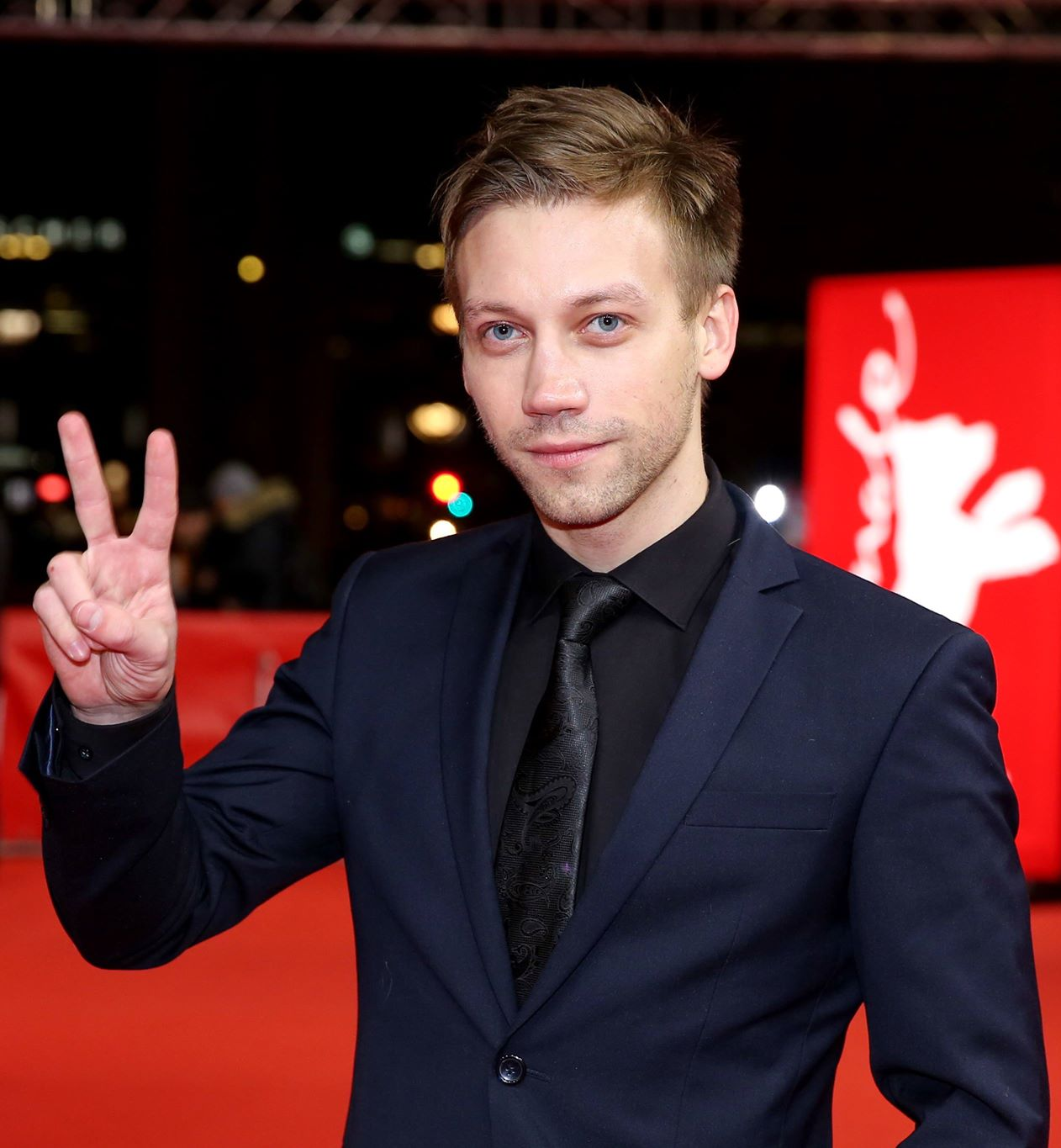
69. Internationalen Filmfestspiele Berlin 8. Februar 2019

Alexander Alexandrowitsch Kusnezow (russisch Александр Александрович Кузнецов; * 22. Juli 1992 in Sewastopol, Ukraine) ist ein ukrainisch-russischer Film- und Theaterschauspieler. Er spielt Rollen in russischen Filmen und im Fernsehen.

## Leben
Bevor er seine Karriere als Schauspieler startete, arbeitete Kusnezow an der Seite seines Vaters, eines Seemanns. Kusnezow fühlte sich in Sewastopol kreativ eingeschränkt und zog zunächst nach Kiew und dann nach Moskau, um seine Ausbildung fortzusetzen. Im Jahr 2015 absolvierte er die Russische Akademie für Theaterkunst (GITIS) und erhielt von mehreren führenden Moskauer Theatern Angebote für ein Engagement. Er wählte das Tschechow-Kunsttheater, wo er im selben Jahr als Hauptdarsteller begann.
Im Kino ist Kusnezow für seine Rollen in The Scythian und Leto, der für die Goldene Palme des Cannes Film Festival 2018 ausgewählt wurde, bekannt.
Seine Leistungen als schnell aufstrebender Star im russischen Kino besprachen Kritiker überwiegend positiv. Für seine Hauptrolle in Kislota (ACID) unter der Regie von Alexander Gorchilin erhielt Kusnezow einen Angela-Preis beim Subtitle Spotlight European Film Festival.
Neben seiner Schauspielkarriere ist Kusnezow auch Frontmann seiner Band Space Punk Industry. Derzeit arbeitet er an ihrem ersten Album. Kusnezow beschreibt seine Musik als eine „Mischung aus Britpop und Alternative Rock“.
Im Herbst 2018 wurde Kusnezow beim OK! mit dem Preis „Neue Namen (im Kino)“ ausgezeichnet. Preisverleihung der Zeitschrift (Russland).
Im Jahr 2019 wurde Kusnezow in Mon Légionnaire in einer Hauptrolle besetzt. In dem französischen Spielfilm, der von Rachel Lang inszeniert wird, spielt auch der französische Schauspieler Louis Garrel.

## Filmografie
- 2014: Besy (Бесы, Fernsehserie, Episoden #1.1–1.4)
- 2015: Marionetten-Syndrom (Синдром Петрушки)
- 2017: DOGMEAT (Собачатина, Short)
- 2018: Rise of the Scythian (Скиф)
- 2018: Spitak (Спитак)[11]
- 2018: Leto (Лето)
- 2018: Why don’t you just die! (Папа, сдохни)[12]
- 2018: Nenastje (Ненастье, Fernsehserie, Episoden #1.1–1.11)
- 2018: Mesto! (Место!)
- 2018: Better Than Us (Лучше, чем люди, Fernsehserie, Episoden #1.2–1.8, #2.1–2.8)
- 2018: Acid (Kislota / Кислота)
- 2019: Soderzhanki (Содержанки, Fernsehserie)
- 2019: Bratstvo (Братство)
- 2019: BeHappy (БиХэппи, Fernsehserie)
- 2019: Groza (Гроза)
- 2019: Bolshaya Poesia (Большая Поэзия)
- 2019: Lyubi ikh vsekh (Люби их всех)
- 2019: Kotyol (Котёл)
- 2020: Serdtse Parmy (Сердце Пармы)
- 2021: Mon légionnaire
- 2022: Phantastische Tierwesen: Dumbledores Geheimnisse (Fantastic Beasts: The Secrets of Dumbledore)
- 2022: Land of Legends
- 2025: Heads of State[13]
- 2025: Zwei Staatsanwälte (Два прокура)

## Auszeichnungen
Kinotawr
- 2019: ausgezeichnet: Bester Hauptdarsteller in Bolshaya Poesia